# Episodi de Il principe dei draghi (quinta stagione)
La quinta stagione della serie animata Il principe dei draghi (The Dragon Prince), nota anche come Libro 5: Oceano, è composta da 9 episodi ed è stata trasmessa su Netflix il 22 luglio 2023.
| Nº | Titolo originale         | Titolo italiano        | Prima pubblicazione |
| -- | ------------------------ | ---------------------- | ------------------- |
| 1  | Domina Profundis         | Domina Profundis       | 22 luglio 2023      |
| 2  | Old Wounds               | Vecchie ferite         | 22 luglio 2023      |
| 3  | Nightmares & Revelations | Incubi e rivelazioni   | 22 luglio 2023      |
| 4  | The Great Bookery        | La grande biblioteca   | 22 luglio 2023      |
| 5  | Archmage Akiyu           | L'arcimago Akiyu       | 22 luglio 2023      |
| 6  | Bait & Switch            | Il furto di Esca       | 22 luglio 2023      |
| 7  | Sea Legs                 | Zampa del mare         | 22 luglio 2023      |
| 8  | Finnegrin's Wake         | La veglia di Finnegrim | 22 luglio 2023      |
| 9  | Infantis Sanguine        | Infantis Sanguine      | 22 luglio 2023      |

## Domina Profundis
- Titolo originale: Domina Profundis
- Diretto da: George Samilski
- Scritta da: Aaron Ehasz e Justin Richmond

Ezran contatta Domina Profundis, l'Arcidrago dell'oceano, per chiederle informazioni sulla posizione della prigione di Aaravos. Nello stesso momento, Callum, incapace di fare ricerche su Aaravos, decide di andare alla biblioteca di Lux Aurea per informazioni sui Primi Elfi. Rayla irrompe nella vecchia tana di Viren nella speranza di trovare un modo per liberare i suoi cari dalle monete maledette, ma trova solo l'arco di Runaan. Per le sue azioni, Karim viene bandito dal dominio degli Elfi del Fuoco del Sole. Dopo aver usato la magia per la prima volta dalla sua risurrezione, Viren è caduto in coma.

## Vecchie ferite
- Titolo originale: Old Wounds
- Diretto da: George Samilski
- Scritto da: Neil Mukhopadhyay

Claudia si esaurisce nel tentativo di trasportare il padre in coma, spingendo Terry a costruire una zattera per aiutarli a viaggiare. Afflitto dagli incubi, Viren si confronta con i suoi innati dubbi sulla rettitudine delle sue azioni passate e sulle loro conseguenze per i suoi cari. Callum e Rayla arrivano a Xadia, solo per essere attaccati da un banther contaminato dalla magia oscura.

## Incubi e rivelazioni
- Titolo originale: Nightmares & Revelations
- Diretto da: George Samilski
- Scritto da: Devon Giehl e Iain Hendry

Ezran e Zubeia organizzano un raduno di draghi e chiedono il loro aiuto per trovare Viren e Claudia. Di fronte alle sue imminenti nozze con Amaya, Janai ha degli incubi del tempo in cui Aaravos uccise sua sorella. Quando Callum e Rayla arrivano e spiegano la loro ricerca, Janai proibisce loro di entrare a Lux Aurea perché l'attacco di Viren ha infuso la città di magia oscura, rendendola inabitabile. Nonostante questo, Callum, Rayla, Amaya, Gren e Kazi decidono (con la benedizione di Janai) di trovare la biblioteca. Karim si ritrova raggiunto da Pharos, l'ex sommo sacerdote del suo popolo, che si unisce alla sua causa. Viren si sveglia finalmente dal coma, sebbene entri in uno stato catatonico.

## La grande biblioteca
- Titolo originale: The Great Bookery
- Diretto da: George Samilski
- Scritto da: Aaron Ehasz e Justin Richmond

Karim e Pharos si dirigono verso la tana di Sol Regem e cercano di ottenere il suo aiuto contro gli umani a Xadia, che lui rifiuta. Callum, Rayla e i loro amici entrano nella biblioteca, con solo poche ore fino al tramonto e all'emergere delle creature ombra che infestano la città. Trovano una poesia che descrive la Lama Fiammante, che è presumibilmente in grado di uccidere un elfo tocco di stella e Rayla racconta a Callum della sua ricerca per liberare i suoi genitori e Runaan dalle monete maledette. Quando Callum ritarda la loro partenza per recuperare un incantesimo per rimuovere la maledizione, lui, Rayla e Amaya vengono intrappolati nella biblioteca da un branco di banther ombra. Ezran, Zym, Soren e Corvus arrivano sulla schiena di Zubeia per salvarli, ma Zubeia viene infettata dalla magia oscura dal morso di un banther ombra e gli altri sono costretti a lasciare Amaya e Corvus in un rifugio sicuro.

## L'arcimago Akiyu
- Titolo originale: Archmage Akiyu
- Diretto da: George Samilski
- Scritto da: Aaron Ehasz e Justin Richmond

Ezran rivela che Domina Profundis gli ha detto di trovare Akiyu, un'arcimaga elfa della marea che ha costruito la prigione di Aaravos, e Callum condivide la sua scoperta della posizione della Lama Fiammante in una torre chiamata Grattastelle. Decidono di cercare prima Akiyu, ma Zubeia tiene segreta la sua ferita a tutti tranne che a Soren. Dopo essere sopravvissuti al tentativo di Akiyu di ucciderli, l'arcimaga racconta loro come è stata creata la prigione e come il Carceriere, il mago umano che l'ha ideata, ha permesso ad Akiyu di vivere in cambio del mantenimento del segreto sulla sua posizione. Dopo aver appreso che Viren e Claudia possiedono la mappa per la prigione, Akiyu mostra la strada al gruppo di Callum. Per curare la vista di Sol Regem, Karim decide di rubare un Seme del Sole da Janai e recluta Kim'dael, una maga elfa dell'ombra della luna canaglia il cui ordine ormai estinto faceva uso di magia proibita e che è stato costretto a un debito di vita dall'antenata di Karim, la regina Aditi.

## Il furto di Esca
- Titolo originale: Bait & Switch
- Diretto da: George Samilski
- Scritto da: Devon Giehl e Iain Hendry

A causa della sua infezione che la rende inabile, Zubeia non riesce a raccogliere il gruppo di Callum, che è costretto a usare un altro modo per raggiungere la prigione nel Mare dell'Esilio. Viaggiano verso Scumport, un centro commerciale di pirati, per trovare una barca e incontrare le loro vecchie conoscenze Villads e Nyx. Tuttavia, prima della loro partenza, Ezran decide di liberare tre giovani Glow Toad da Finnegrin, il capitano pirata più famigerato di Scumport. Durante il loro viaggio lungo il fiume, il gruppo di Claudia viene attaccato da uno dei draghi che li sta cercando, costringendola a intimidirlo con la magia oscura.

## Zampa del mare
- Titolo originale: Sea Legs
- Diretto da: George Samilski
- Scritto da: Neil Mukhopadhyay

Durante il viaggio, il gruppo di Callum viene inseguito da Finnegrin. Nonostante i loro sforzi, la nave di Finnegrin, che è un gigantesco paguro, li raggiunge facilmente e vengono catturati. Kim'dael si intrufola nell'accampamento degli Elfi del Fuoco del Sole, ma scopre che il Seme del Sole è scomparso e rapisce Janai, appena prima che Amaya e Corvus tornino dalla biblioteca.

## La veglia di Finnegrin
- Titolo originale: Finnegrin's Wake
- Diretto da: George Samilski
- Scritto da: Devon Giehl e Iain Hendry

Credendo di poter usare la magia oscura, Finnegrin tortura Callum per ottenere lo stesso incantesimo che ha pietrificato Avizandum per uccidere Domina Profundis. Quando Callum rifiuta e lo attacca, Finnegrin progetta di usare Esca per attirare l'arcidrago e dargli in pasto Rayla per spingere Callum a ricorrere alla magia oscura. Callum, tuttavia, riesce a ottenere la connessione con l'arcanum dell'oceano, salvando Rayla; ed Elmer, la guardia del corpo golem di Finnegrin, viene convinto da Soren a dare Finnegrin in pasto al drago marino. Pharos torna all'accampamento degli Elfi del Fuoco del Sole per consegnare la richiesta di Karim per il Seme del Sole in cambio di Janai. Travestita da Miyana, che dovrebbe fungere da consegnatrice, Amaya cavalca fino al luogo dell'incontro di Karim e lo attacca. Kim'dael prende in ostaggio Janai per far sì che Karim la liberi, cosa che, tuttavia, non può fare finché sua sorella è regina. Kim'dael si ritira e anche Karim e Pharos fuggono.

## Infantis Sanguine
- Titolo originale: Infantis Sanguine
- Diretto da: George Samilski
- Scritto da: Aaron Ehasz e Justin Richmond

Il gruppo di Callum raggiunge il Mare dell'Esilio e, con l'aiuto della sua magia dell'oceano recentemente sviluppata, Callum ed Ezran scendono sott'acqua per raggiungere la prigione di Aaravos. Vengono intercettati da Claudia in forma di cecaelia, che perde una gamba a causa di Rayla ed è costretta a ritirarsi, mentre Callum, Rayla ed Ezra recuperano una perla gigante che contiene la prigione di Aaravos. Con solo poche ore di vita rimaste, Viren si risveglia dalla sua catatonia e viene contattato da Aaravos, che gli dice che deve uccidere l'Essere, per tornare in vita in modo permanente. Viren rifiuta e se ne va silenziosamente nella foresta per morire. Janai e Amaya scoprono che Miyana li ha traditi e ha consegnato il Seme del Sole e un esercito di lealisti a Karim. Zubeia sta per soccombere alla sua infezione, ma viene curata da uno sconosciuto che si fa chiamare "il Mago dei Funghi", che afferma di poterla curare.